# Reconhecimento especial

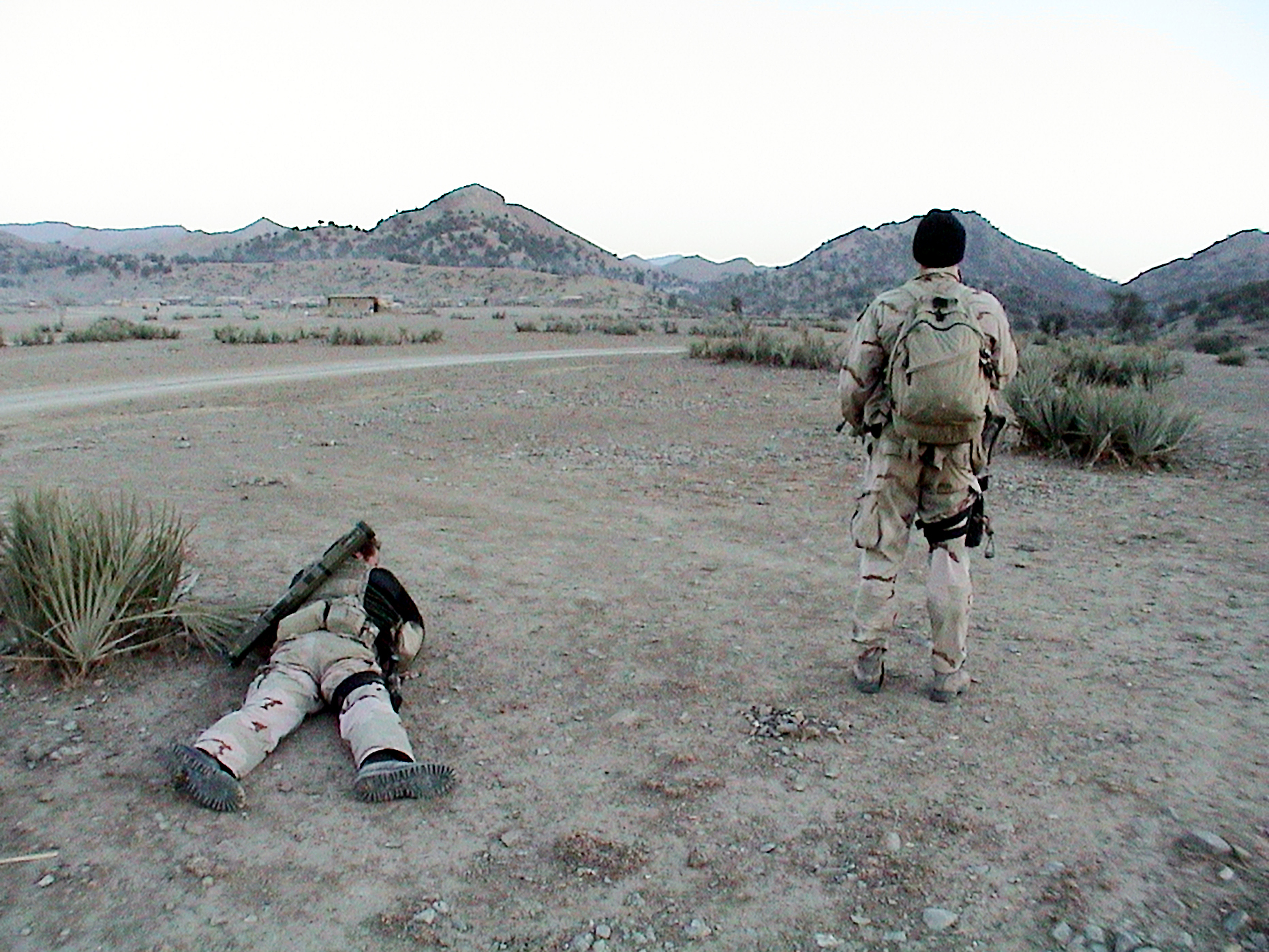
Soldados Navy SEALs em missão de reconhecimento especial
no Afeganistão.

Reconhecimento especial é uma operação militar conduzida por forças de operações especiais, como comandos e/ou forças especiais, cujo propósito é obter informações referentes às atividades e meios do inimigo ou coletar informações de caráter geográfico, meteorológico e eletrônico, referentes à área provável de operações. Este tipo de reconhecimento complementa o emprego de outros sistemas de inteligência e sempre tem como objetivo informações de valor estratégico.
Segundo o conceito empregado no exército norte-americano, reconhecimento especial é a designação dada às ações de reconhecimento e vigilância conduzidas por forças de operações especiais para obter ou verificar, através de observação ou de outros métodos de coleta, informações a respeito das capacidades, intenções e atividades de um potencial ou atual inimigo, ou para obter também dados seguros sobre as características físicas e meteorológicas de uma determinada área. O reconhecimento especial inclui a aquisição de alvos, a avaliação de área, e o controle de danos após um ataque. Este conceito é similar ao adotado pela OTAN.
Um reconhecimento especial pode ser conduzido independentemente ou em apoio às operações convencionais. Normalmente é uma operação que requer elevado sigilo e é executada por grupos de pequeno efetivo, que empregam técnicas de combate de caráter evasivo. 